# بازگشت سوپرمن (فیلم)
بازگشت سوپرمن (به انگلیسی: Superman Returns) فیلمی ابرقهرمانی است که در سال ۲۰۰۶ منتشر شد. این فیلم پنجمین فیلم از مجموعه فیلم‌های سوپرمن می‌باشد. فیلم‌های قبلی عبارت‌اند از: سوپرمن (۱۹۷۸)، سوپرمن ۲ (۱۹۸۰)، سوپرمن ۳ (۱۹۸۳) و سوپرمن ۴: در جستجوی صلح (۱۹۸۷) البته این فیلم از سوپرمن و سوپرمن ۲ پیروی می‌کند و با فیلم‌های سوپرمن ارتباط داستانی ندارد.
پس از چندین پروژه ناموفق برای احیای فیلم‌های سوپرمن برادران وارنر برایان سینگر را برای کارگردانی بازگشت سوپرمن در ژوئیه ۲۰۰۴ استخدام کرد. فیلم‌برداری این فیلم از سال ۲۰۰۵ آغاز شد.
پس از اکران شدن فیلم بازگشت سوپرمن منتقدان به‌طور کلی نمرات مثبتی به فیلم دادن و جلوه‌های ویژه، موسیقی و بازیگری براندون روث و کوین اسپیسی را مورد ستایش قرار دادند. برادران وارنر در حالی که فیلم به‌طور کل فروش خوبی داشت ولی به دلیل نداشتن سود زیاد در سینماهای جهان، فیلم بعدی سوپرمن که برای سال ۲۰۰۹ برنامه‌ریزی شده بود را لغو کرد.
براندون روث دوباره در سال ۲۰۱۹ و ۲۰۲۰ در کراس اور بزرگ ارو ورس با عنوان بحران در زمین‌های نامحدود که شامل پنج قسمت تقریباً ۱ ساعت می‌شد علاوه بر بازی در نقش اتم در یک زمین دیگر نقش سوپرمن را بازی کرد. البته حضور او کوتاه بود.

## داستان
داستان این فیلم مربوط به بازگشت سوپرمن پس از ۵ سال غیبت از دنیا است.

## بازیگران
- براندون روث در نقس سوپرمن که پس ۵سال اکتشافات در فضا بازگشته تا به زندگی عادی برگردد.
- کیت باسوورث در نقش لوئیس لین دوست دختر سوپرمن که حالا از او متنفر شده و حتی مقاله ای مبنی بر (چرا دنیا به سوپرمن نیازی ندارد؟) به نگارش درآورده و حالا با ریچارد وایت زندگی می‌کند.
- کوین اسپیسی در نقش لکس لوتر دشمن دیرینه سوپرمن که با نقشه ای جدید سعی بر نابودی سوپرمن و ساکنین میلیونی قسمتی بر زمین را دارد.
- جیمزمارسدن در نقش ریچارد وایت
- فرانک لانگلا در نقش پری وایت
- اوا ماری سنت در نقش مارتا کنت (مادر سوپرمن)
- رایلی هیل

## سکانس حذف شده
این فیلم سکانس حذف شده‌ای هم دارد که مربوط به بازدید سوپرمن از بقایای کریپتون است که از فیلم پاک شده‌است.